# 讓-羅貝爾·阿爾岡
讓-羅貝爾·阿爾岡（法語：Jean-Robert Argand，[ʒɑ̃ ʀɔbɛʀ ɑʀgɑ̃]，1768年7月18日—1822年8月13日），會計師，業餘數學家。他生於瑞士日內瓦，工作，於法國巴黎逝世。
他給出了一個代數基本定理的證明（1806年）。阿爾岡是首個說明代數基本定理當係數為複數時的情況的人。他最後的論文是關於組合數學的，他使用了 {\displaystyle (m,n)} 代表 {\displaystyle m} 選{\displaystyle n} 的組合。